# 국령애
국령애(鞠伶厓, 1960년 10월 3일 ~ )는 대한민국의 정치가 겸 대학 교수, 제8대 전라남도의원이었다. 본관은 담양이며, 전라남도 담양군 출신이다.

## 학력
- 목포대학교 행정학 학사 졸업
- 전남대학교 행정학과 석사 졸업
- 전남대학교 행정학과 박사 과정 수료

## 경력
- 다산명가 대표
- 광주·전남 연구원 책임연구원
- 성화대학 복지계열 교수
- 열린우리당 중앙위원
- 열린우리당 전남도당 여성위원장
- 2006.07 ~ 2010.03 제8대 전라남도의회 의원
- 2008.07 ~ 2010.03 제8대 전라남도의회 후반기 교육사회위원회 위원
- 2008.07 ~ 2010.03 제8대 전라남도의회 후반기 예산결산특별위원회 위원
- 제17대 대통령 선거 정동영 후보 전국유세단장
- 민주당 중앙위원
- 민주당 전국여성위원회 부위원장
- 민주당 전남도당 장흥군·강진군·영암군 지역위원회 부위원장
- 전남 여성인권지원센터 이사장
- 전남 장애인보치아연맹 회장
- 전남 6차산업인증자협회 회장
- 열린민주당 비상대책위원
- 열린민주당 최고위원
- 열린민주당 열린평등위원회 위원장
- 열린민주당 예산결산위원회 위원장

## 가족 관계
- 배우자 윤동환 : 제38대 전라남도 강진군수

## 역대 선거 결과
|  | 41.18% |

|  | 22.85% |

|  | 5.42% |